# Mário Totta
Mário Totta (Porto Alegre, 5 de enero de 1874 - Porto Alegre, 17 de noviembre de 1947) fue un médico, novelista, poeta y periodista brasileño. Fue fundador de la Academia Riograndense de Letras y trabajó como periodista en el Jornal do Commercio así como cofundador y redactor de Correio do Povo en 1895.